# Constitution de la Norvège
Lire en ligne

Consulter

La Constitution de la Norvège est le texte fondamental régissant le fonctionnement du royaume de Norvège. Elle a été adoptée pour la première fois le 16 mai 1814 par l'Assemblée constituante à Eidsvoll, puis signée et datée du 17 mai 1814. Elle a été considérée comme l'une des constitutions les plus démocratiques du monde à l'époque, c'est d'ailleurs la plus ancienne constitution écrite en vigueur en Europe. Le 17 mai est désormais la fête nationale de la Norvège.
Elle a été révisée plusieurs fois notamment en raison de l'union personnelle avec la Suède, puis en raison de la rupture de cette union en 1905. La dernière révision en date du 18 juin 2010 supprime notamment les deux chambres (Lagting et Odelsting) du Storting.